# 庫姆靈厄

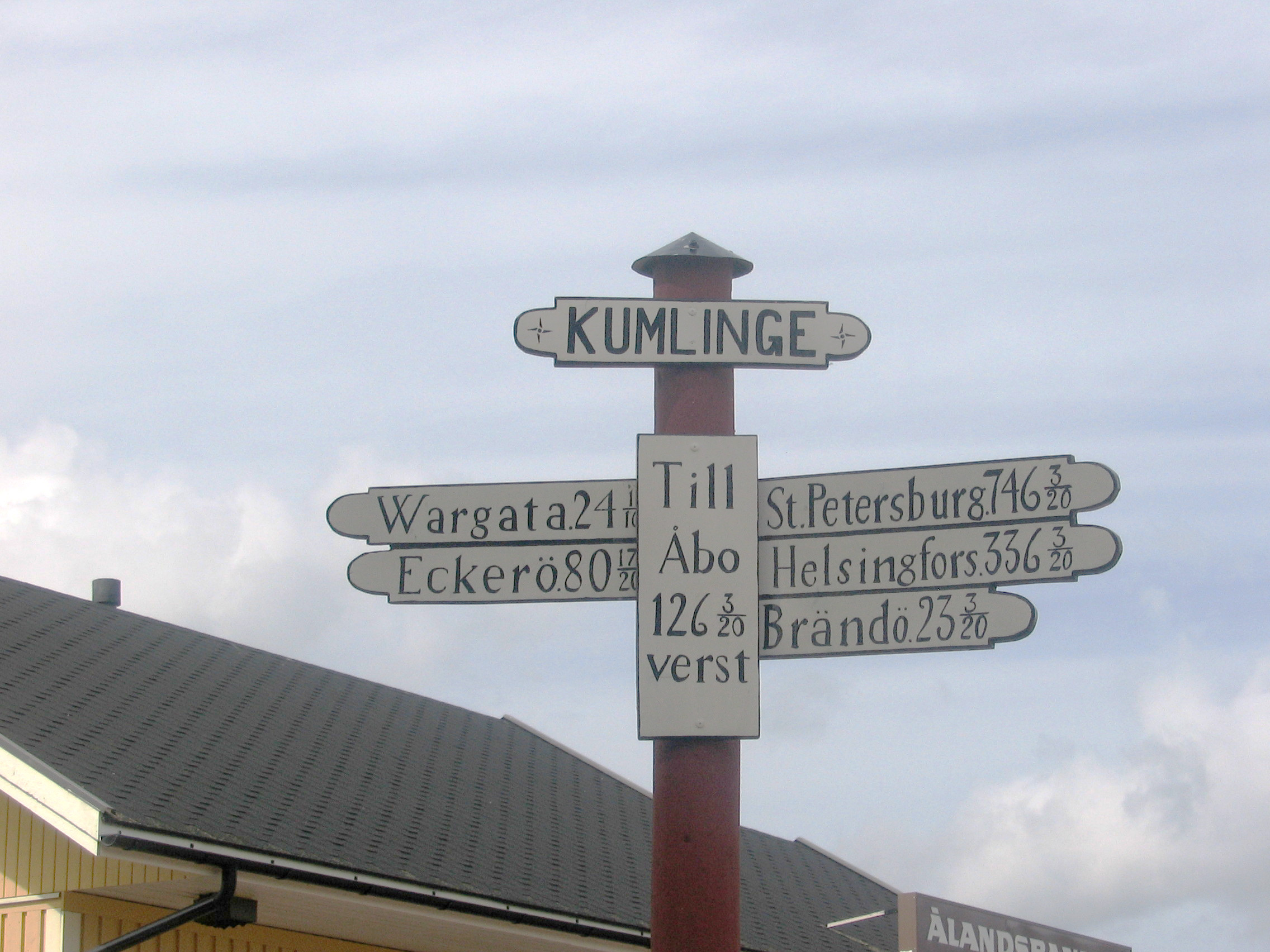

庫姆靈厄（瑞典語：Kumlinge）是芬蘭的城鎮，由奧蘭群島負責管轄，面積860.38平方公里，鎮上的教堂建於十六世紀初期，2013年人口343，人口密度為每平方公里3.46人。

## 外部連結
- Municipality of Kumlinge （页面存档备份，存于） – Official website
- Visit Kumlinge! – the tourist gateway of Kumlinge
- Map of Kumlinge